# Heubécourt-Haricourt
Heubécourt-Haricourt település Franciaországban, Eure megyében. Lakosainak száma 461 fő (2022. január 1.). Heubécourt-Haricourt Bois-Jérôme-Saint-Ouen, Vexin-sur-Epte és Gasny községekkel határos.

## Népesség
A település népességének változása:
| Lakosok száma | 267  | 328  | 416  | 439  | 455  | 460  | 464  | 456  | 456  | 461  |
|               | 1968 | 1982 | 1990 | 2006 | 2013 | 2015 | 2017 | 2019 | 2020 | 2022 |